# فرودگاه سکر کریک
فرودگاه سکر کریک (به انگلیسی: Scar Creek Airport) یک فرودگاه خصوصی است . این فرودگاه در کشور کانادا قرار دارد و در ارتفاع ۹۱ متری از سطح دریا واقع شده است.